# Rua Dias da Cruz
A Rua Dias da Cruz é o principal logradouro do Méier, no Rio de Janeiro. Começa nas proximidades da estação ferroviária do bairro e termina no atual Instituto Nise da Silveira (antigo Hospício Pedro II), no Engenho de Dentro.

## História

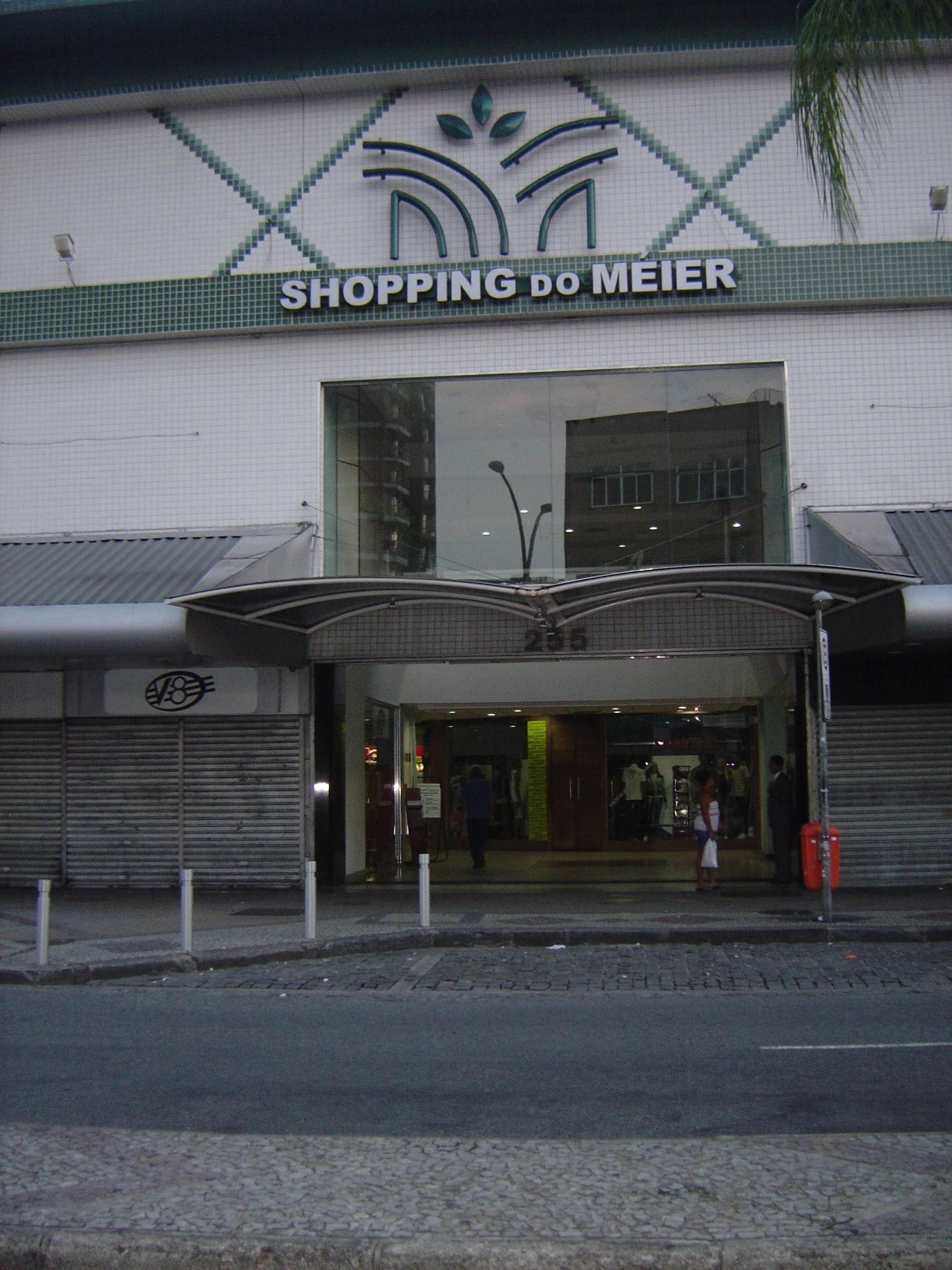
Fachada do Shopping do Méier, em 2010.

O nome da rua é uma homenagem ao médico homeopata Francisco de Menezes Dias da Cruz (1853–1937), natural do bairro. Foi presidente Instituto Hahnemaniano do Brasil (1926–1930) e da Federação Espírita Brasileira (FEB) de 1890 até 1895 — aqui sucedendo e sendo sucedido pelo também médico, Bezerra de Menezes. Em 1896, foi aclamado presidente honorário da FEB.
A criação do bairro do Méier, começa quando Augusto Duque Estrada Meyer, camarista e acompanhante do Imperador Dom Pedro II — conhecido como "Camarista Meyer" — recebe extensa área de terras desde a Estrada Grande, atual Rua Dias da Cruz, até a Serra dos Pretos-Forros.
Na primeira gestão do prefeito Cesar Maia, o trecho entre a Avenida Amaro Cavalcanti e a Rua Magalhães Couto sofreu uma intervenção urbana denominada Rio-Cidade. A fiação de energia elétrica passou a ser subterrânea, um canteiro central foi construído (com plantação de palmeiras) e o mobiliário urbano remodelado. A falta de manutenção, somada ao vandalismo, fez com que o objetivo de embelezamento e praticidade ficasse prejudicado. Neste trecho, aos domingos e feriados, funciona uma área de lazer que atrai os moradores das redondezas.
Um grande problema da via são as constantes retenções de trânsito. O tráfego se apresenta bastante lento no horário de rush e de entrada e saída de alunos que estudam nos colégios próximos. A Linha Amarela e o déficit de vagas de estacionamento também contribui para o engarrafamento. Um projeto desenvolvido pela prefeitura que visa à ligação da rua com a Avenida Dom Hélder Câmara é considerado uma solução para o problema.
Concentra lojas de roupas e eletrodomésticos, bancos, supermercados, academias de ginástica e musculação, clínicas médicas, restaurantes, confeitarias e bares. Nela, estão situados o atual Centro Cultural João Nogueira (antigo Imperator), o Sport Club Mackenzie e o Shopping do Méier, o primeiro do gênero a ser inaugurado no Brasil, em 1963.

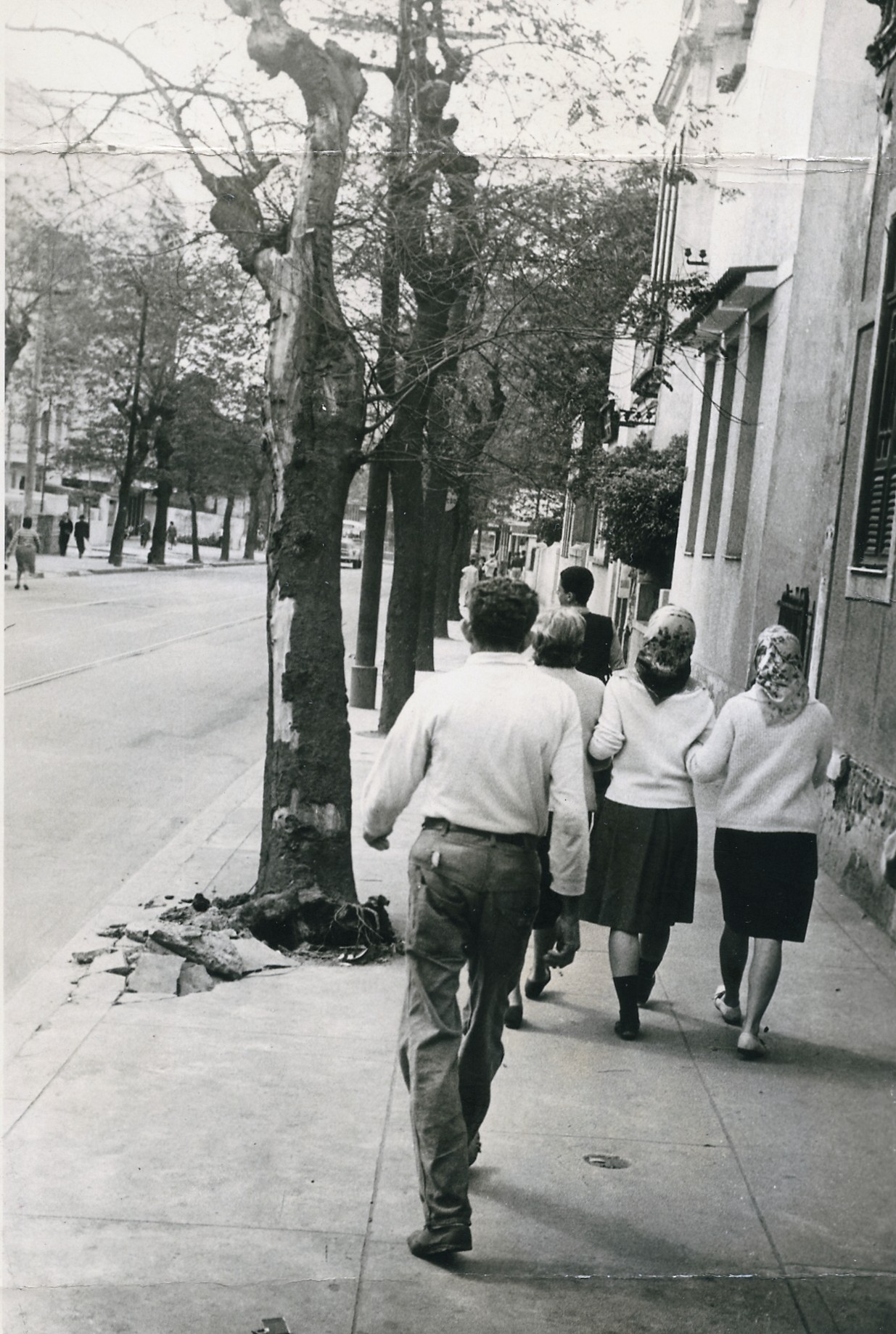
A Rua Dias da Cruz, em 1962.
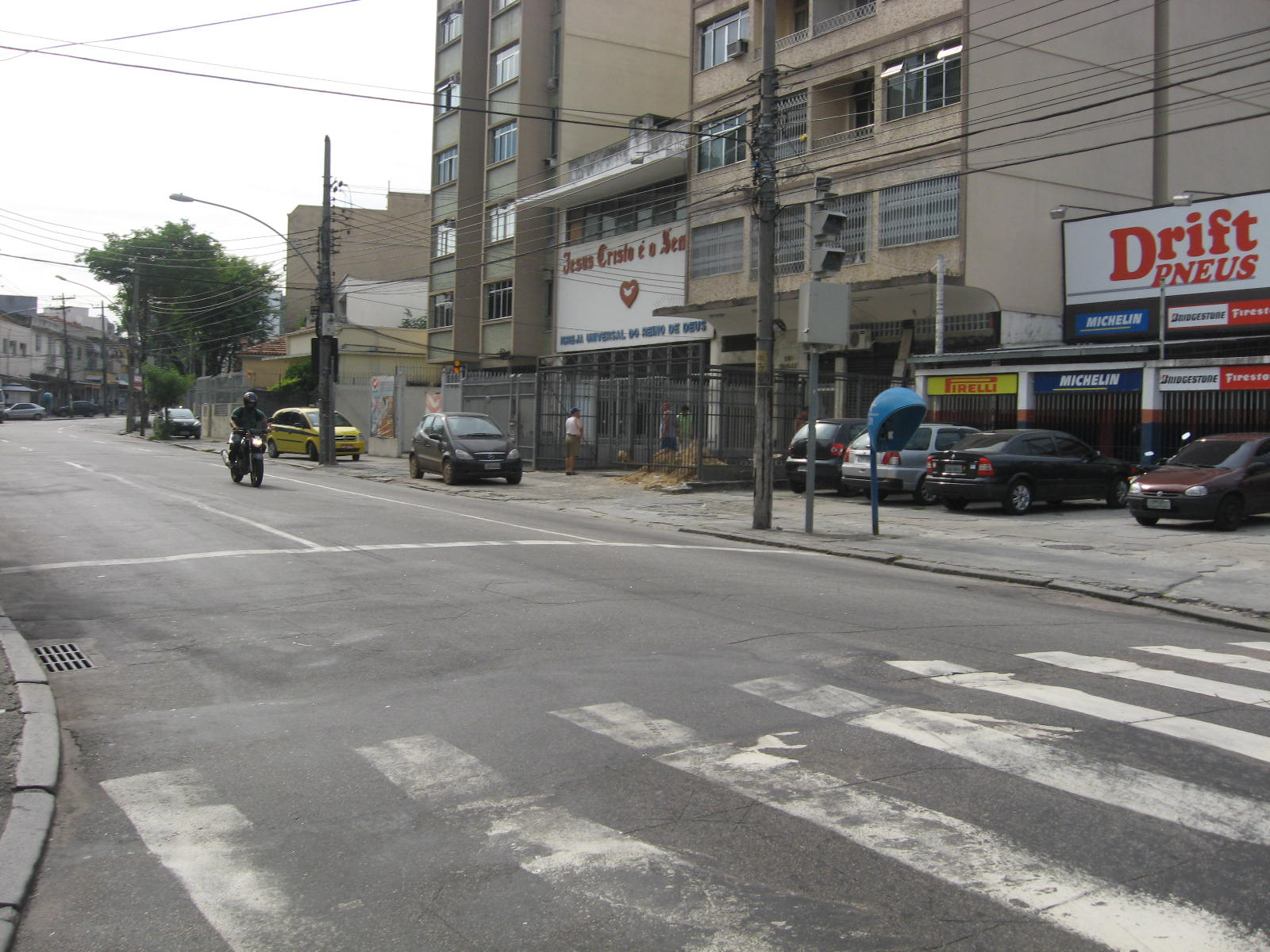
Rua Dias da Cruz, na região conhecida como "Chave de Ouro", em 2011.
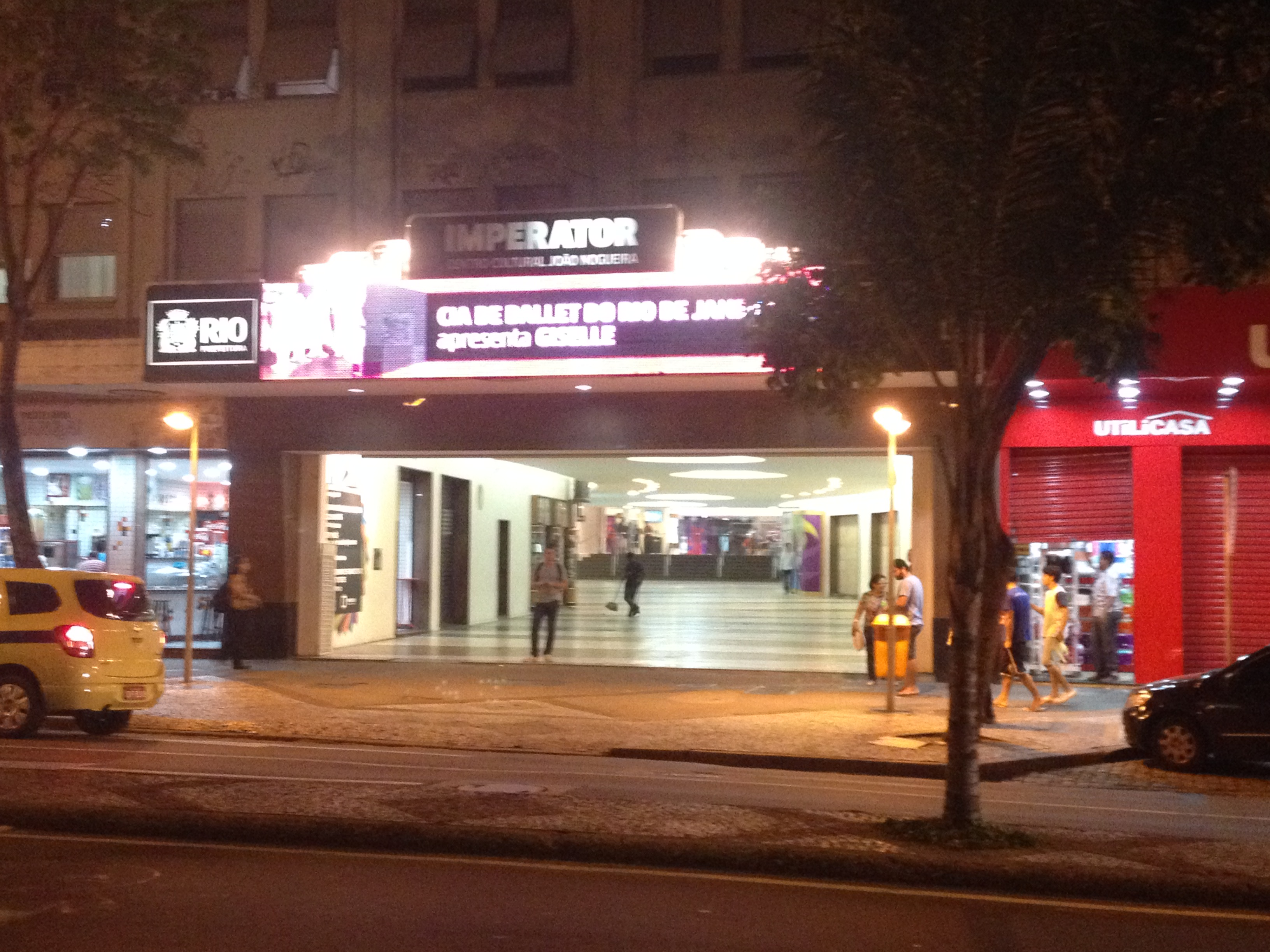
Fachada do Centro Cultural João Nogueira, em 2015.